# Hohenfels, Oberpfalz
Hohenfels är en köping (Markt) i Landkreis Neumarkt in der Oberpfalz i Regierungsbezirk Oberpfalz i förbundslandet Bayern i Tyskland.